# Nova Cantu
Nova Cantu este un oraș în Paraná (PR), Brazilia.